# Nyttofordon
| Nyttofordon |
| --- |
| Bussar är exempel på nyttofordon. - Betydelse – (större) motorfordon som används yrkesmässigt - Alternativ benämning – kommersiellt fordon - Bakgrund – nyttofordon från tyska Nutzfahrzeuge, kommersiellt fordon från engelska commercial vehicle |

Nyttofordon, även kommersiella fordon, är ett samlingsnamn för (större) motorfordon på väg som används i yrkesmässig verksamhet. De sätts ofta i motsats till personbilar och motorcyklar.

## Olika betydelser
Med nyttofordon menas främst lastbilar, skåpbilar, brandbilar och bussar. Dessutom ingår ofta taxi och släpvagn.
Även mindre tre- eller fyrhjuliga fordon med liknande användning kan benämnas nyttofordon. Även mindre  terränggående fordon, där styret byts ut mot ratt och en andra sittplats installeras, kan benämnas nyttofordon – åtminstone om de används som arbetsfordon. Traktorer, EPA-traktorer och andra fordon inom jordbruket kan också benämnas nyttofordon.
Begreppet nyttofordon används inom bland annat kommunala parkeringssammanhang som synonym för fordon som nyttjas yrkesmässigt.

## Användning i namn
Begreppet nyttofordon (eller motsvarande) återfinns bland annat i Volkswagen Nyttofordon och MAN Nutzfahrzeuge.